# Straż obywatelska

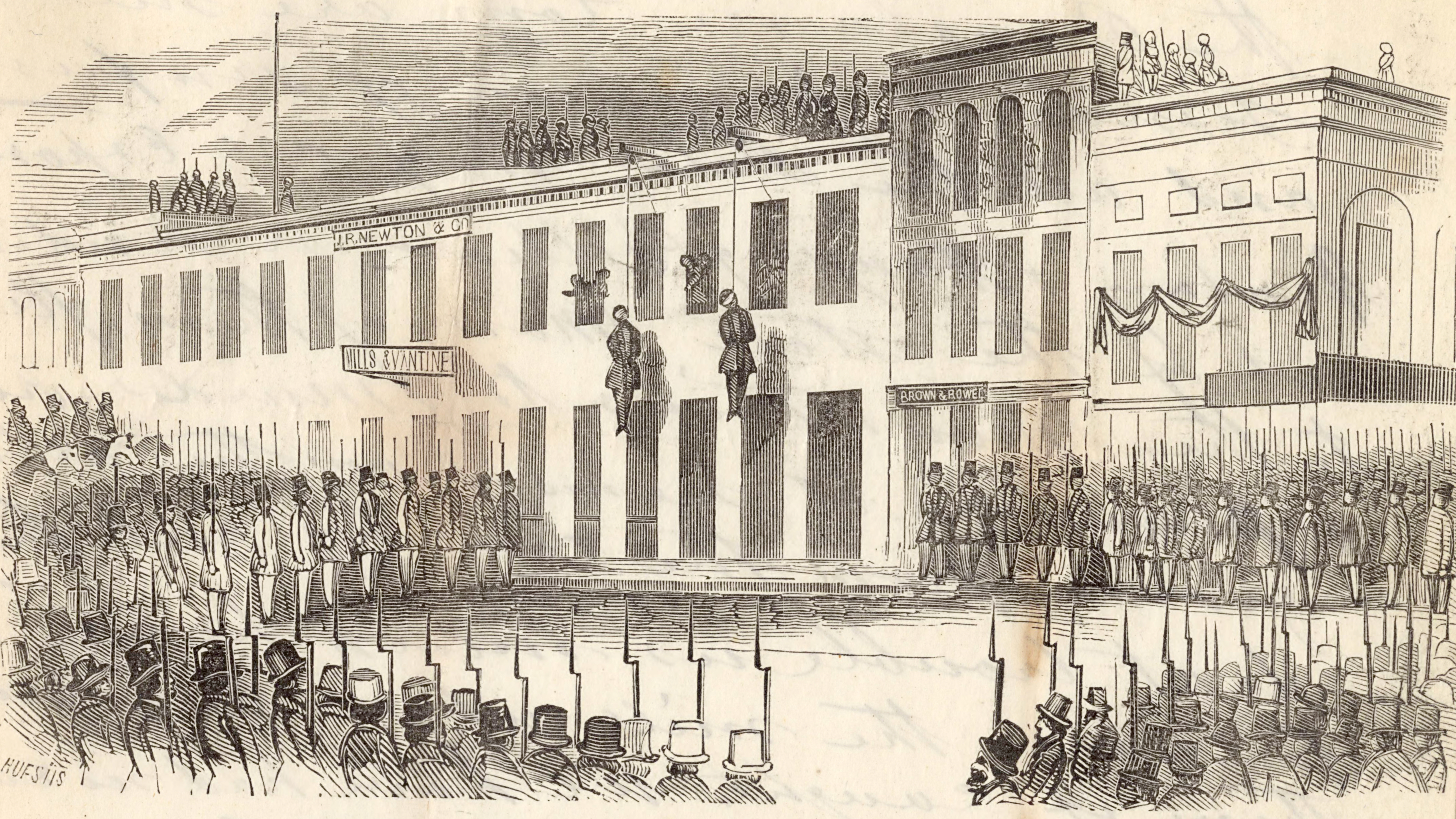
Lincz dokonany przez Komitet Straży Obywatelskiej San Francisco w 1856

Straż obywatelska (ang. Vigilante) – rodzaj samozwańczych sił porządkowych, najczęściej milicyjnych, które zwalczają przestępczość oraz dokonują samosądów (najczęściej kary śmierci) bez jakiejkolwiek władzy prawnej.
Tak zwane „Strażnictwo obywatelskie” oraz „etos” straży obywatelskiej istniały na długo, zanim terminy te trafiły na stałe do słownika języka angielskiego (vigilante). Ustanowiony w połowie XVIII wieku tzw. „Ruch Regulacyjny” w czasach ery kolonialnej Ameryki Północnej, został złożony z ochotników, którzy mieli za zadanie straż, ściganie i karanie ludzi podejrzanych o różnego rodzaju bandytyzm („Vigilance committee”). W 1862, podczas wojny secesyjnej w północnym Teksasie, Konfederaci aresztowali kilku sympatyków Unii. Siedmiu z nich osądzono i skazano za śmierć przez powieszenie, pozostałych 14 powieszono bez sądu. Kilka tygodni później powieszono kilkoro innych sympatyków Unii. Wydarzenia te przeszły do historii Stanów Zjednoczonych jako „Wielkie wieszanie w Gainesville” (The Great Hanging at Gainesville).
W 1865 założono organizację o nazwie Ku Klux Klan, która pierwotnie miała pomagać wdowom oraz dzieciom zabitych żołnierzy Konfederacji. Członkowie Ku Klux Klanu nosili białą odzież oraz szpiczaste kaptury, które symbolizowały dusze zabitych żołnierzy. Z czasem KKK przekształcił się w organizację rasistowską, która dokonywała samosądów na wolnych Afroamerykanach (Rekonstrukcja USA). W latach 1883–1889 w stanie Missouri aktywną walkę na „własną rękę” prowadziła grupa o nazwie Bald Knobbers. Członkowie tej grupy często niezadowoleni z wydawanych (ich zdaniem bardzo niskich wyroków) przez sądy w Missouri, sami ścigali i linczowali przestępców. Na początku lat 20. XX wieku w Finlandii powstała tzw. Biała Gwardia (Suojeluskunta), która spełniała rolę straży obywatelskiej podczas wojny domowej w Finlandii.
W XXI wieku także znane są przypadki strażnictwa obywatelskiego – po atakach z 11 września 2001, Johnatan Idema (nazywany przez samego siebie „samozwańczym strażnikiem obywatelskim”) oficer rezerwy wojsk USA wyjechał na misję do Afganistanu, gdzie zdołał (bezprawnie) złapać kilkanaście osób uznanych przez niego za terrorystów. Jego działania zakończyły się w 2004 r., kiedy został aresztowany wraz ze swoimi kompanami i skazany na 10 lat więzienia w jednym z afgańskich więzień. W 2005 utworzono tzw. „Projekt Minuteman”, w którego skład wchodziły grupy straży obywatelskiej, która miała za zadanie pilnowanie granicy Stanów Zjednoczonych z Meksykiem i wyłapywanie nielegalnych imigrantów z Meksyku. Obecnie również w Nigerii dochodzi do sporadycznych linczów.

## W popkulturze
W popkulturze wielokrotnie pojawia się motyw straży obywatelskiej. Motyw ten zilustrowany jest głównie w kinematografii oraz w komiksach – pojawia się w takich filmach jak: Mad Max, Nico – ponad prawem, Czas zabijania, Taksówkarz, w serii filmów o Brudnym Harrym i Batmanie, Punisher, V jak vendetta, czy Wyjęty spod prawa Josey Wales, lub nawet w mandze/anime Notatnik śmierci. Przykłady w grach komputerowych obejmują serie Max Payne i Assassin’s Creed.